# Перминова, Надежда Ильинична
Наде́жда Ильи́нична Перми́нова (1 января 1943, Хайлар, Северная Маньчжурия) — советская и российская писательница: поэт, прозаик, очеркист; автор стихов и прозы для детей младшего и среднего возраста; редактор; педагог. Член Союза писателей СССР. Лауреат премии им. Николая Карамзина, премии им. Н. А. Заболоцкого, премии Кировской области.

## Биография
Надежда Ильинична Перминова родилась 1 января 1943 года в городе Хайлар Северного Китая, в семье конезаводчика. Школу окончила на целине, училась в Кокчетавском пединституте (северный Казахстан), затем переехала в Киров. Окончила Кировский педагогический институт (1965) и Высшие литературные курсы Литературного института имени А. М. Горького (1985).
Работала в газете «Комсомольское племя», в Кировском областном комитете по радиовещанию и телевидению, сотрудником Горьковского бюро пропаганды художественной литературы, референтом-методистом по творческой работе Кировской писательской организации Союза писателей России. Много времени отдала и отдаёт воспитанию молодых талантов; руководила литературным клубом «Молодость» при редакции молодёжной областной газеты.
Первые стихи Надежды Перминовой были напечатаны на целине в областной газете в 1962 году. 
Первая книга стихов «Речка Лала» увидела свет в 1971 году в Кирове, затем вторая — «Солнце северных сосен» (1977). Третья книга стихов «Остров раздумий» вышла в Горьком, в Волго-Вятском книжном издательстве (1982).
Публиковалась в журналах «Наш современник», «Смена», «Молодая гвардия», «Крестьянка», «Волга», «Сибирские огни», «Луч», «Нижний Новгород», «Литера», «Русская атлантида», «Муравейник»; в альманахе «Вятка литературная» и др.
Воспоминания детства, жизнь в среде русских эмигрантов, вынужденных переселенцев, в далёкой Маньчжурии, легла в основу повести «Прощёное воскресенье». Для самых юных читателей опубликованы её книги «Где зимуют облака?», «Мы играем кутерьму», «Воздушный шарик», «Вятская лошадка» и др.
Надежда Перминова автор более 20 книг стихов и прозы; книг о народных художественных промыслах. Составитель однотомника «Вятский рассказ XX века» (Антология вятской литературы; Т. 2).
Материалы о вятских народных промыслах, собранных Перминовой, вошли в 10-й том Энциклопедии Земли Вятской — «Ремёсла», над которым она трудилась несколько лет. В 2019 году её книга краеведения «Каповая шкатулка» вошла в короткий список Литературной премии Уральского федерального округа-2018. В 2023 году писательница удостоена литературной премии администрации города Кирова в номинации «премия имени Леонида Владимировича Дьяконова».
В 1996 году Надежде Ильиничне Перминовой было присвоено звание Заслуженный работник культуры Российской Федерации. Её имя занесено в Почётную книгу Союза женщин России. Она является членом художественного экспертного Совета по народным художественным промыслам Кировской области.
В 2021 году писательница награждена почётным знаком «За заслуги перед городом».
Живёт и работает в Кирове.

## Премии и награды
- Заслуженный работник культуры РФ (1996);
- премия им. Николая Карамзина «За отечествоведение» (1998);
- премия им. Л. Дьяконова (1999)[7];
- премия им. Николая Заболоцкого (2002);
- премия Кировской области (2004);
- премия «Вятский горожанин» (2012);
- диплом Литературной премии Уральского федерального округа (2019);
- премия администрации города Кирова в номинации «премия имени Леонида Владимировича Дьяконова» (2023)[8].